# Composteur (imprimerie)
Pour les articles homonymes, voir composteur.

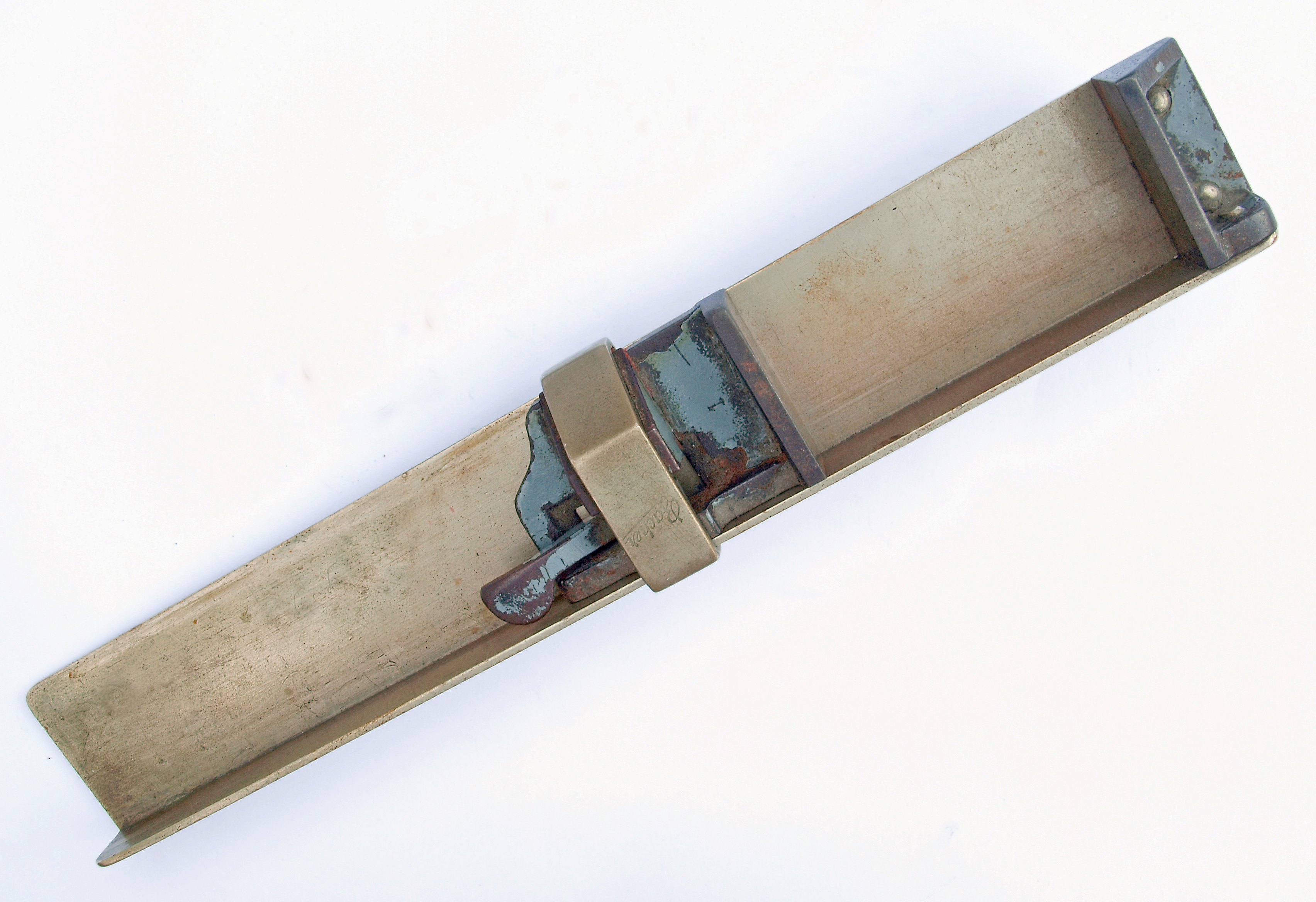
Composteur.

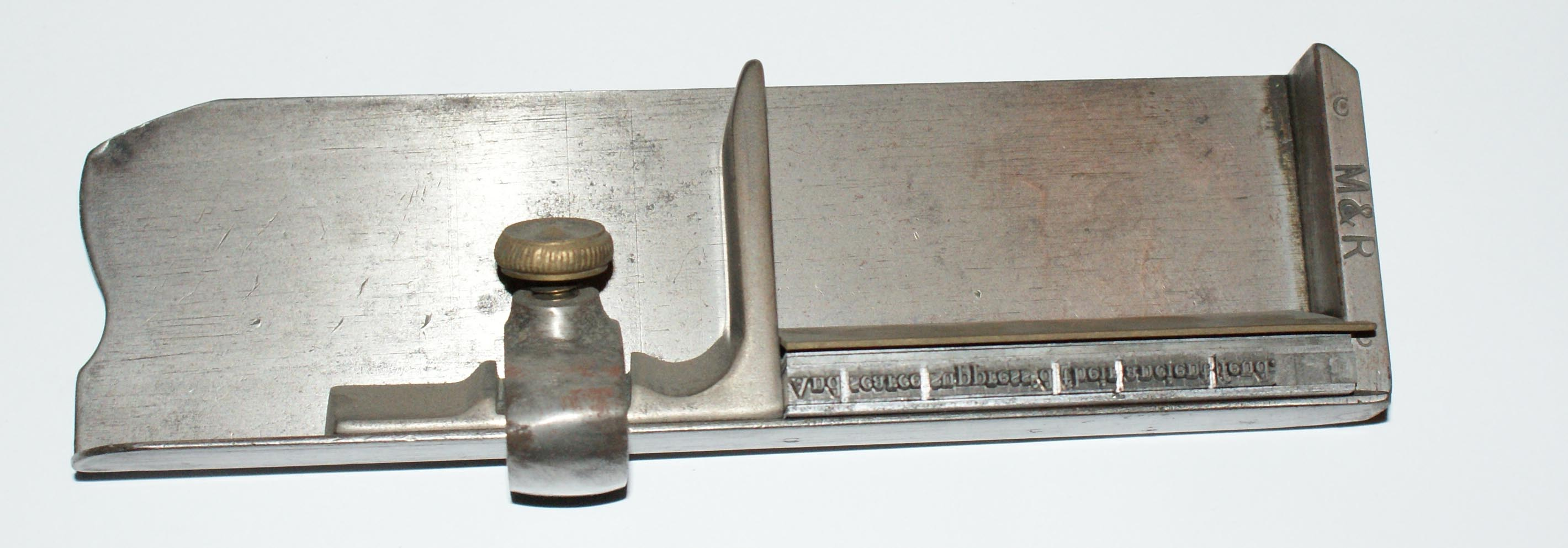
Composteur Miller & Richard (XIXe siècle).

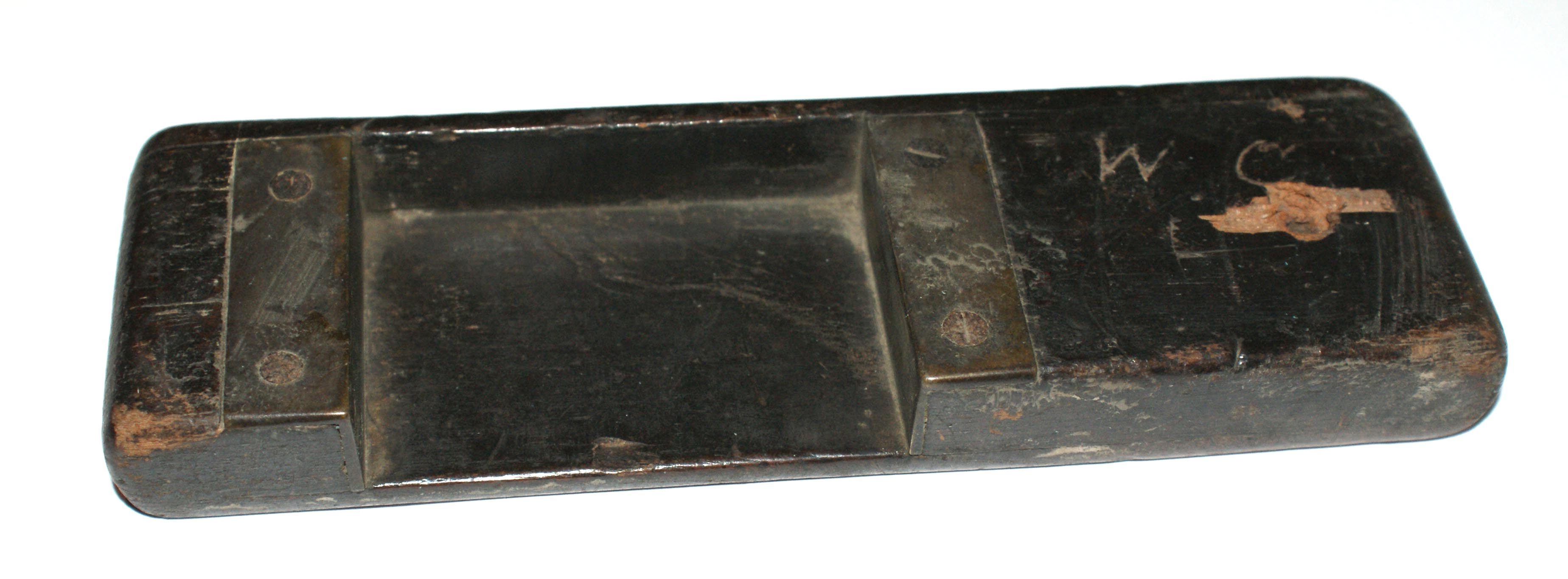
Composteur en bois.

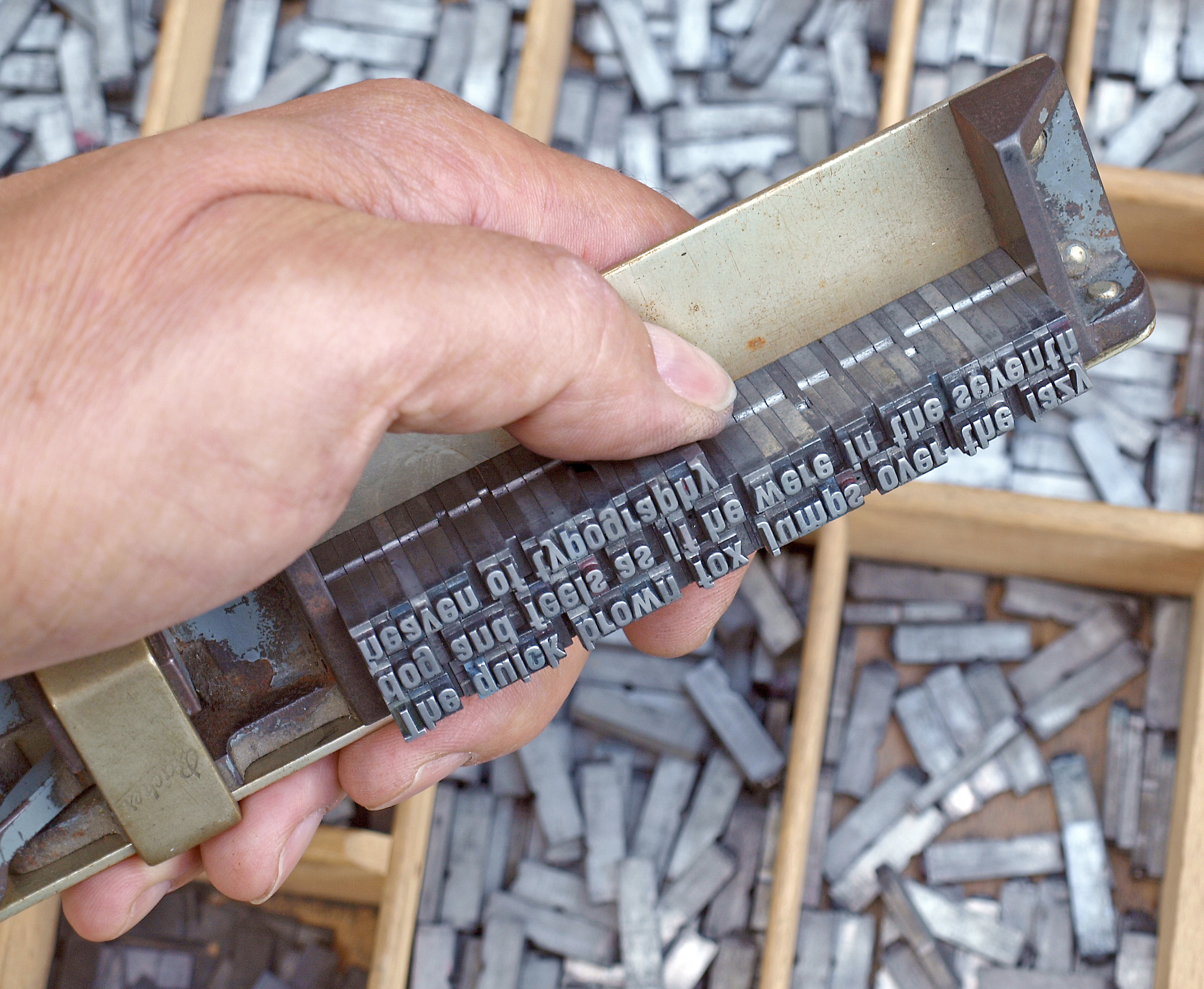
Tenue du composteur.

Le composteur est un appareil utilisé par l'ouvrier typographe pour la composition des lignes destinées à l'impression typographique.
À l'origine, le composteur était en bois : sorte de règle plate munie d'une poignée et de rebords inférieur et latéraux. Il semble que le composteur en métal soit apparu au XVIIIe siècle, et que les ouvriers typographes aient utilisé conjointement les deux jusqu'au XIXe. Le composteur en métal était appelé « composteur flamand ». Il permettait de composer plusieurs lignes (trois à six, selon le corps utilisé), tandis que le composteur en bois servait pour les corrections.
Il est composé de trois éléments :
- le composteur en lui-même, sorte de règle avec un bord droit et bas ;
- le fer, partie mobile coulissant le long du composteur, qui constitue la limite de la ligne de caractères ; il y a aussi un « fer » (fixe) sur le côté opposé, la distance entre les deux fers est la justification. Lorsque les caractères sont alignés sur le fer mobile, on parle de composition « fer à gauche » ; et de composition « fer à droite » dans le cas inverse. La composition est « justifiée » quand elle est alignée des deux côtés ;
- un système de blocage du fer.

Certains composteurs parmi les plus récents pouvaient être gradués en points ou en picas et disposer d'un réglage micrométrique.
L'ouvrier tient le composteur dans sa main gauche et, de l'autre, va « piocher », ou « lever », les caractères en plomb dans la casse et les aligne dans le composteur. Le dernier caractère posé est maintenu par le pouce de la main qui tient le composteur. Une fois les caractères assemblés, il justifie la ligne selon l'alignement désiré en insérant des espaces, lamelles métalliques non imprimables, entre les mots et les caractères (interlettrage). Comme on le voit sur la photographie, la composition se fait de gauche à droite, les caractères étant en miroir (donc, tête en bas). Ainsi, les lignes dans le composteur sont dans le bon ordre, la première ligne du texte étant la première que l'on compose, et celle du bas.
La ligne ainsi justifiée est prête pour être posée sur la précédente sur la galée, avant que l'ensemble définitif de la composition ne soit posé et bloqué dans la forme.
Le composteur faisait partie, avec la galée, le visorium, les pinces (brucelles) et éventuellement le typomètre, du « saint-jean » : ensemble du petit matériel appartenant en propre à chaque ouvrier typographe (Saint Jean Porte latine étant le patron des imprimeurs).